# Гирид Шведская
Гирид Олофсдоттир Шведская (Гунхильда; англ. Gyrid Olafsdottir) — шведская принцесса, королева Дании. Жена Харальда Синезубого.
Гирид была дочерью короля Швеции Олафа II Бьёрнссона и его жены Ингеборги Трандсдоттер. Согласно сагам её брат Стирбьёрн Сильный сопровождал её в Данию, чтобы выдать замуж за короля Дании Харальда Синезубого. Сам Стирбьёрн женился на дочери Харальда, Тире.
После смерти короля Харальда Синезубого о Гирид больше ничего неизвестно.

## Саги
- Прядь о Стирбьёрне — шведском претенденте
- Сага о Людях с Песчаного Берега
- Сага о Хервёр
- Сага о потомках Кнута
- Деяния данов